# تژبیشوو (استان اوپوله)
تژبیشوو (به لهستانی: Trzebieszów) یک منطقهٔ مسکونی در لهستان است که در استان اوپوله واقع شده‌است.